# زاهد شهر دو (مقاطعة فسا)
زاهد شهر دو (بالإنجليزية: Tolombeh-ye Abiyari Zahd Shahr-e Do)‏ هي human-geographic territorial entity تقع في فارس في إيران. يقدر عدد سكانها بـ 21 نسمة .